# Álvaro de Bazán (1. markiz Santa Cruz)
Álvaro de Bazán y Guzmán, pierwszy markiz Santa Cruz (ur. 12 grudnia 1526 w Grenadzie, zm. 9 lutego 1588 w Lizbonie) – hiszpański XVI-wieczny admirał. Mianowany przez króla Filipa II pierwszym dowódcą Wielkiej Armady, zmarł w trakcie przygotowań do wyprawy.

## Młodość i pochodzenie
Álvaro de Bazán pochodził z jednej najstarszych hiszpańskich rodzin arystokratycznych, należącej do rodu Navarro. Ojciec Álvaro de Bazána (noszący to samo imię), osiedliwszy się w Grenadzie, nabył posiadłości ziemskie Santa Cruz de Mudela oraz Viso del Puerto. Álvaro de Bazán (starszy) sprawował od 1526 funkcję „generała galer” (capitán general de las galeras), czyli naczelnego dowódcy floty hiszpańskiej na Morzu Śródziemnym. Álvaro de Bazán, jako jego syn, miał znacznie ułatwioną drogę do kariery we flocie. Już w bardzo młodym wieku został przyjęty do zakonu rycerskiego Santiago (kawaler Orderu Santiago), otrzymał też (z nominacji ojca) dowództwo eskadry galer.
Od lat 60. XVI wieku brał w walkach morskich na Morzu Śródziemnym przeciwko Turkom osmańskim i piratom berberyjskim. Wtedy otrzymał też wysoki arystokratyczny tytuł markiza.
W 1571 roku brał udział w bitwie pod Lepanto, gdzie wyróżnił się, dowodząc częścią rezerw chrześcijańskiej floty.

## Admirał
W 1582 roku był głównodowodzącym floty hiszpańskiej w zwycięskiej bitwie morskiej pod Ponta Delgada przeciwko francuskiej flocie wspierającej portugalskiego pretendenta do tronu.
W czerwcu 1584 roku markiz został mianowany Admirałem Oceanu (capitán general del mar Océano).
W momencie, gdy wojna z Anglią stała się nieunikniona, Álvaro de Bazán opracował plan inwazji na Anglię, który zakładał wysłanie z Lizbony wielkiej floty liczącej 200 okrętów, mających na pokładach 60 tys. żołnierzy, w celu dokonania bezpośredniego desantu. Plan ten nie zyskał akceptacji króla, który pragnął wykorzystać walczącą w Niderlandach armię księcia Parmy.
Król Filip II mianował markiza naczelnym dowódcą Armady, był on najwyższym rangą hiszpańskim dowódcą morskim i najbardziej doświadczony admirałem. Álvaro de Bazán energicznie zabrał się do pracy przy organizacji wyprawy, zwalczając korupcję, apatię oraz sprzeciwiając się niektórym pomysłom podsuwanym mu przez niecierpliwiącego się króla Filipa.
Dowódca hiszpańskiej floty zmarł w Lizbonie w wieku 62 lat, nie doczekawszy wypłynięcia floty w morze przeciw Anglii.
Był jednym z najwybitniejszych hiszpańskich XVI-wiecznych admirałów, łączących talenty wojskowe i organizacyjne. Arystokratyczne pochodzenie i protekcja ojca pomogły mu szybko przebyć pierwsze szczeble kariery, a potem o jego dalszych losach zadecydowały wrodzone zdolności, które pozwoliły mu osiągnąć tytuł granda, rangę admirała oraz zostać członkiem Rady Królewskiej.